# Амон Мисирски
Преподобни Амон је подвижник мисирски.
Четрнаест година трудио се и Богу молио само да победи гнев у себи. Достигао толико савршенство доброте да није био више свестан да постоји зло у свету. Одличан познавалац Светог писма. Умро је почетком 5. века.
Српска православна црква слави га 10. јануара по црквеном, а 23. јануара по грегоријанском календару.